# Kærligheds-Øen
Kærligheds-Øen er en dansk stumfilm fra 1924, der er instrueret af A.W. Sandberg efter manuskript af Laurids Skands. Filmen er baseret på Carl Muusmanns novelle Djævleøen fra 1906. Den blev optaget i Køge Bugt samt i omegnen af Køge og Vallø. Filmen var åbningsprogram for den ny biograf Alexandra (senere Nygade) på Strøget i København.

## Handling
Skibsreder Holms unge kone Grete har hovedet fuldt af romantiske griller. Holm er især irriteret over hendes interesse for digteren Lorens Bøllemose, der nærmest er flyttet ind hos familien. Med en vens hjælp arrangerer han et skibsforlis under en udflugt på Øresund. På en øde ø må den forkælede Grete indse, at ægtemanden er bedre til at klare ærterne end den skabagtige digter.

## Medvirkende
- Gunnar Tolnæs - Charles Holm, skibsreder
- Karina Bell - Grete, skibsreder Holms kone
- Philip Bech - Jens Grøn, skibsrederens ven
- Peter Malberg - Lorens Bøllemose, digter
- Hans W. Petersen - Jacob, skibbsdreng på Holms båd
- Aage Schmidt - Theodor, matros på Holms båd